# Chiel Olde Keizer
Chiel Olde Keizer (Denekamp, 17 maart 2003) is een Nederlands voetballer die doorgaans speelt als verdediger. Hij verruilde in 2024 Heracles Almelo voor FC Dordrecht.

## Clubcarrière
Olde Keizer doorliep de jeugdopleidingen van FC Twente en de met Heracles Almelo gedeelde FC Twente / Heracles Academie. Op 15 maart 2022 kreeg hij een profcontract aangeboden van Heracles. Hij kwam slechts tot twee wedstrijden in het eerste van de ploeg. Hij maakte zijn debuut op 3 februari 2023, tegen Jong FC Utrecht (6-1). Hij viel in de 74e minuut in voor Ruben Roosken.
Medio 2024 maakte Olde Keizer de overstap naar FC Dordrecht. Op 4 oktober maakte hij zijn debuut, tegen Jong PSV (2-0). Hij viel in de 88e minuut in voor John Hilton. Op 24 januari 2025 maakte hij zijn eerste doelpunt voor de club, tegen Vitesse. Olde Keizer kwam in de 84e minuut in de ploeg voor Jaden Slory en scoorde in de 95e minuut de 3-0 op aangeven van Daniël van Vianen. Het bleef 3-0.

## Statistieken
| Seizoen | Club            | Competitie     | Competitie | Competitie | Beker | Beker | Overig | Overig | Totaal | Totaal |
| Seizoen | Club            | Competitie     | Wed.       | Dlp.       | Wed.  | Dlp.  | Dlp.   | Dlp.   | Wed.   | Dlp.   |
| ------- | --------------- | -------------- | ---------- | ---------- | ----- | ----- | ------ | ------ | ------ | ------ |
| 2022/23 | Heracles Almelo | Eerste divisie | 2          | 0          | 0     | 0     | 0      | 0      | 2      | 0      |
| 2023/24 | Heracles Almelo | Eerste divisie | 0          | 0          | 0     | 0     | 0      | 0      | 0      | 0      |
| 2024/25 | FC Dordrecht    | Eerste divisie | 6          | 1          | 0     | 0     | 0      | 0      | 6      | 1      |
| Totaal  |                 |                | 8          | 1          | 0     | 0     | 0      | 0      | 8      | 1      |

Bijgewerkt op 17 maart 2025.